# チェレポヴェツ
座標: 北緯59度08分01秒 東経37度52分49秒 / 北緯59.133681度 東経37.880173度

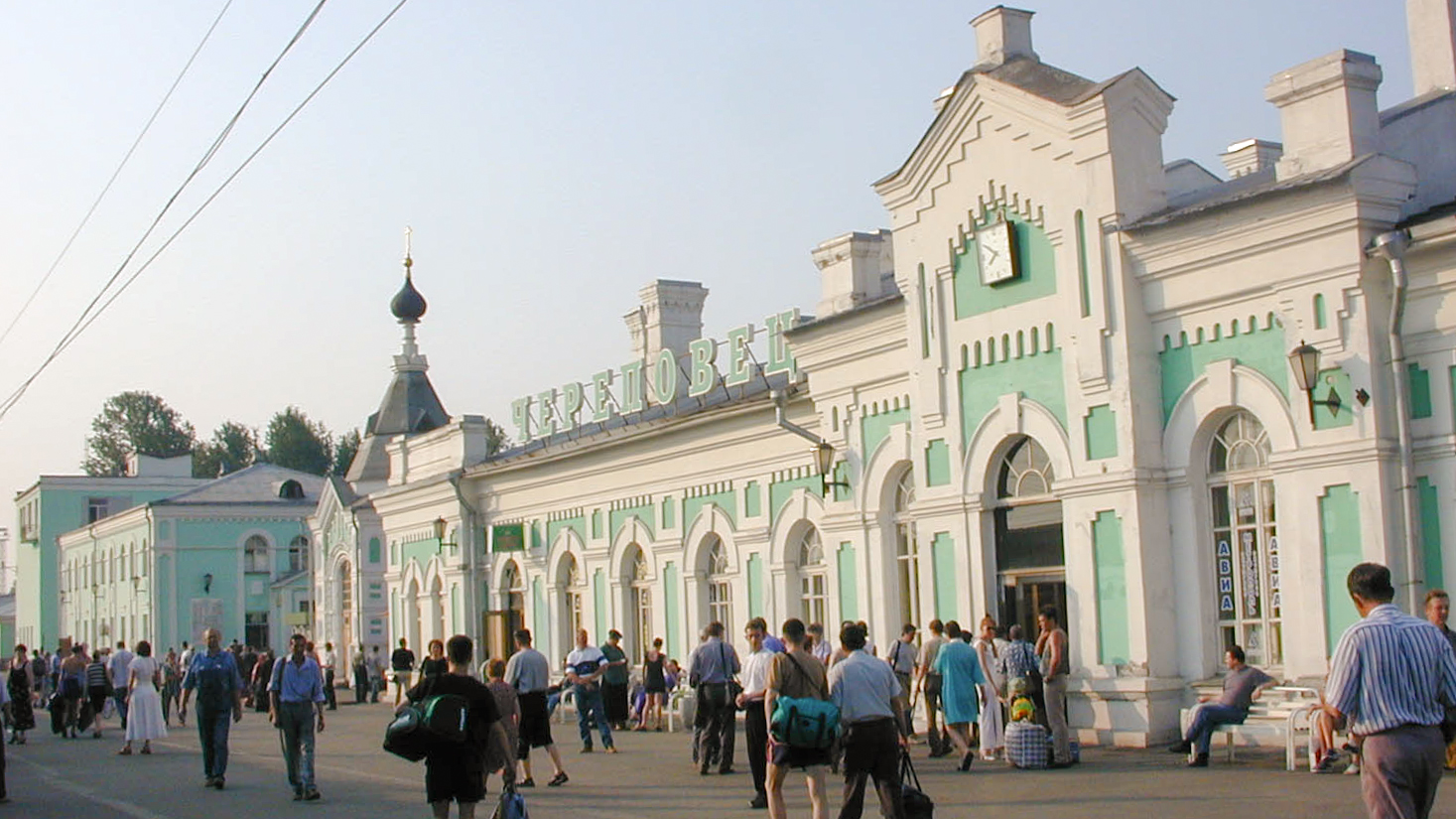
チェレポヴェツ駅

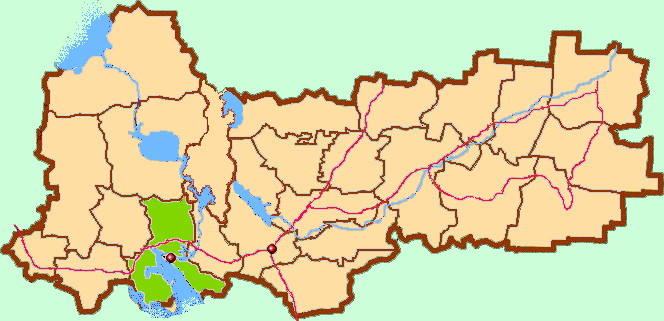
チェレポヴェツ県の位置

チェレポヴェツ（ロシア語:Череповецチリパヴィェーツ；ラテン文字転写の例:Cherepovets）は、ロシア連邦ヴォログダ州の都市。人口は30万5185人（2021年）。シェクスナ川に臨む河港を持つ。
モスクワとサンクトペテルブルクの中間に位置し、ヴォルガ・バルト水路や、鉄道、天然ガスのパイプラインなどが通るために、地政学的にも重要な都市である。セヴェルスターリなど鉄鋼・冶金会社の大工場が集まっている。
町の歴史は、1362年にこの地に修道院が建設されたことに始まる。その後、ポーランド・リトアニア連合王国による侵攻などを受けながらも、地域の交易の中心地として大きく発展した。1777年にエカチェリーナ2世によって都市と認められる。

## 交通
- チェレポヴェツ市電

## 姉妹都市
- en:Aiud、ルーマニア
- ゴルナ・オリャホヴィツァ、ブルガリア
- ツェリェ、スロベニア
- デリー、アメリカ合衆国
- 遼源市、中国
- en:Maladzyechna、ベラルーシ
- en:Montclair, New Jersey、アメリカ合衆国
- en:Raahe、フィンランド
- en:Balakovo、ロシア
- クライペダ、リトアニア